# Survive (Nuclear Assault)
Survive è il secondo album in studio del gruppo musicale thrash metal statunitense Nuclear Assault, pubblicato nel 1988.

## Tracce
1. Rise from the Ashes (Dan Lilker, John Connelly) - 3:04
2. Brainwashed (Lilker, Connelly) - 2:40
3. F# (Connelly) - 2:36
4. Survive! (Connelly) - 2:58
5. Fight to Be Free (Connelly, Lilker) - 4:22
6. Got Another Quarter (Nuclear Assault) - 0:19
7. Great Depression (Lilker, Connelly) - 3:30
8. Wired (Connelly) - 3:03
9. Equal Rights (Glenn Evans) - 2:58
10. PSA (Lilker) - 0:08
11. Technology (Connelly, Cummings) - 3:13
12. Good Times Bad Times (Jimmy Page, John Paul Jones, John Bonham) - 2:14

## Formazione
- John Connelly - voce, chitarra
- Anthony Bramante - chitarra
- Dan Lilker - basso
- Glenn Evans - batteria